# Nazionale maschile di rugby a 15 del Mali
La nazionale di rugby XV del Mali rappresenta il Mali nel rugby a 15 in ambito internazionale, dove è inclusa fra le formazioni di terzo livello.